# Estadio Centenario
Estadio Centenario är en fotbollsarena i Montevideo i Uruguay med en totalkapacitet på 76 609 platser (varav 65 235 är sittplatser). Arenan stod färdig 1930 och invigdes samma år.

## Historia
Uruguay vann de Olympiska spelen i fotboll 1924 och 1928. FIFA startade då en ren fotbollsturnering och Uruguay erbjöd sig att hålla i den första turneringen. Estadio Centenario ritades av arkitekten Juan Antonio Scasso, och byggdes på Parque de los Aliados i Montevideo. Namnet på arenan kan översättas till hundraårs-arenan, till minne av Uruguays 100 år som självständig stat.

## Arkitektur

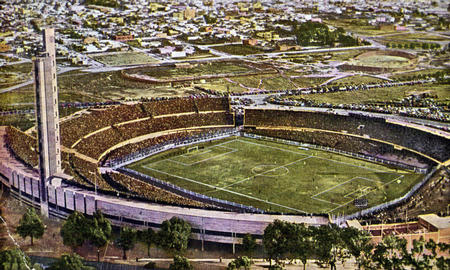
Estadio Centenario 1930

Arenan började byggas den 21 juli 1929, bara ett år före öppningsmatchen i fotbolls-VM 1930. Det tog 8 månader från byggstart tills den stod färdig. Arenan är ett klassiskt exempel på modernism och art deco, och är ett tidigt klassiskt exempel på monumentala fotbollsarenor byggda av betong. Scassos arkitektur gav inspiration till flera arenor i världen, till exempel Maracaña i Brasilien och Stadio delle Alpi i Italien. I finalen i VM 1930 mellan Uruguay och Argentina så uppmättes en ungefärlig siffra på 95 000-100 000 åskådare.

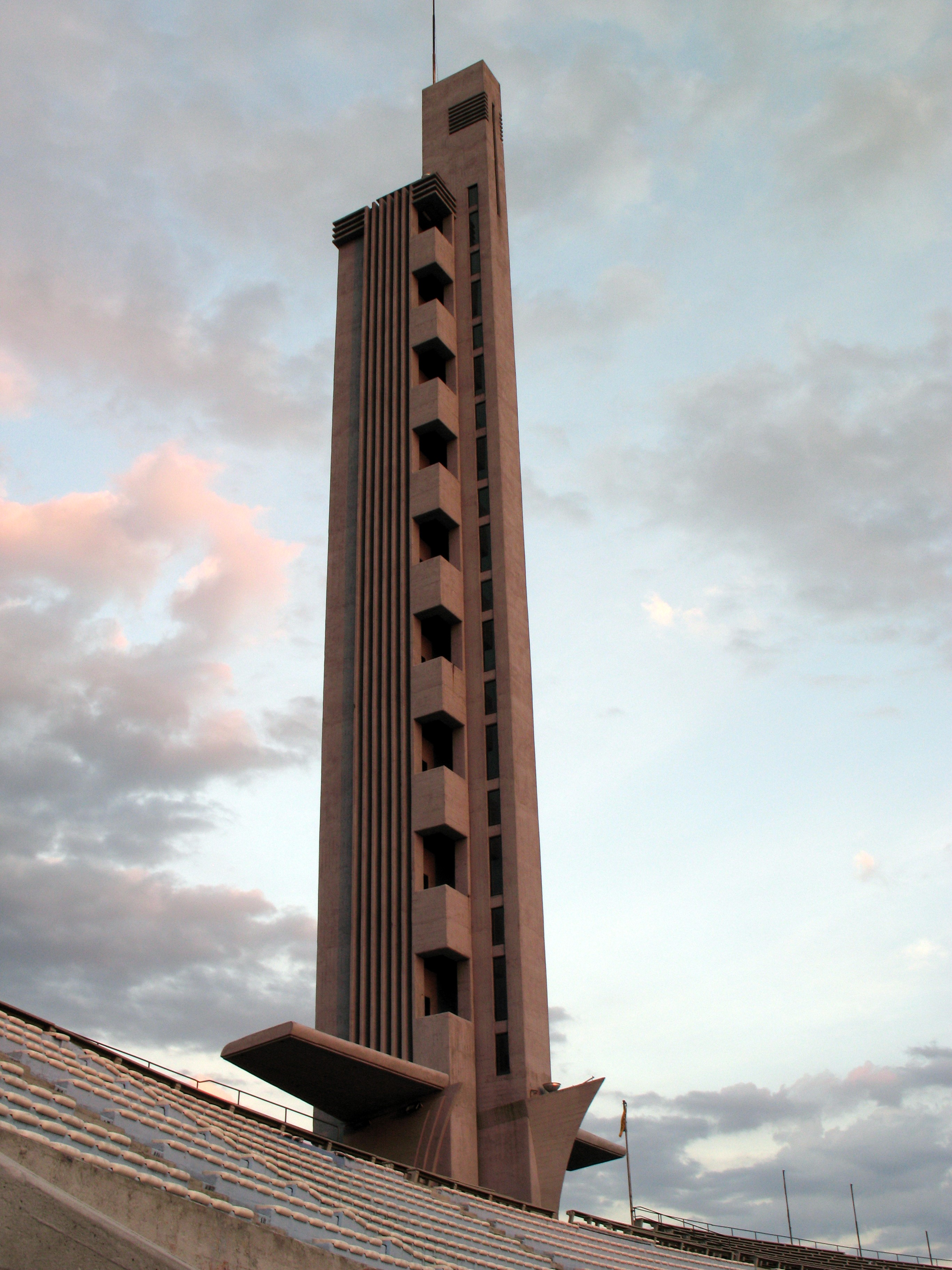
Torre de los Homenajes

Arenan har flera symboliker i arkitekturen. Ett av de mest distinkta är det 100 meter höga tornet, Torre de los Homenajes (hyllningstornet), till dem som krigade för Uruguays självständighet. De nio våningar som finns i tornet representerar Uruguays nio ränder på flaggan (ursprungliga antalet provinser/departiment). Läktarnas fyra sidor bär namn efter landslagets stora vinster: America (långsida), för deras vinst i Copa America 1923 och 1926. Tribuna Olimpica (Torre de los Homenajes ligger på den här sidan), Colombes och Amsterdam markerar deras vinster i Olympiska spelen 1924 i Colombes, Frankrike samt 1928 i Amsterdam, Nederländerna.

## Övrigt
- Estadio Centenario är rankad som en av världens mest klassiska fotbollsstadior (Maracaña, Wembley, Stadio Giuseppe Meazza och Santiago Bernabéu är några andra exempel).
- Arenan har ett fotbollsmuseum, Museo del Fútbol, som turister ofta besöker.
- Kostnaden för arenan låg på 1 000 000 $U. $U hade högre värde än $US på den tiden, då Uruguay var ett ekonomiskt rikt land.